# 黑石礁站
黑石礁站是大连地铁1号线的地铁站，位于中华人民共和国辽宁省大连市沙河口区中山路与尖山街交叉口，于2017年6月7日开通。

## 车站结构
黑石礁站沿中山路东西设置，为地下二层岛式站台车站，车站长171.9米，标准段宽19.5米，车站地下一层为站厅层，地下二层为站台层，站台设置全高站台门。
| 地面              | 出入口       | A、B、C出入口                                                                                             |
| 地下一层          | 出入口及站厅 | C1出入口、客服中心、自动售票机、验票机                                                                    |
| 地下二层          | 站台         | \| \| \| █ 1号线往河口（学苑广场） \| \| 島式 · 開左邊车门 \| \| \| \| \| \| █ 1号线往姚家（大医二院） \| |
|                   |              | █ 1号线往河口（学苑广场）                                                                                 |
| 島式 · 開左邊车门 |              | |
|                   |              | █ 1号线往姚家（大医二院）                                                                                 |

## 车站出口
黑石礁站共设4个出口，各出口及周围设施如下所示：
| 出口编号            | 照片 | 出口指示         | 建议前往的目的地                             |
| ------------------- | ---- | ---------------- | -------------------------------------------- |
| A · 出口 · （设有） |      | 中山路（西南侧） | 黑石礁街，黑石礁汽车站，大商超市             |
| B · 出口            |      | 中山路（东南侧） | 辰熙广场购物中心                             |
| C · 出口            |      | 中山路（东北侧） | 尖山街，富丽庭购物广场，辽宁师范大学附属中学 |
| C · 1 · 出口        |      | 中山路（东北侧） | 富丽庭购物广场                               |
| 图例： 设有         |      |                  |                                              |

## 接驳交通

### 有轨电车
- 大连有轨电车202路黑石礁站

### 公交车
- 黑石礁：16路、23路、28路、28路加车、28路早间加车、406路、523路、531路、901路、1121路、1121路玉皇顶、1123路、2002路、2002路郭水路加车、2002路横山寺加车

## 车站历史
- 2016年5月30日，车站主体结构完工[2]。
- 2017年6月7日，车站随1号线二期通车开通[1]。